# نیپلز (مین)
نیپلز(به انگلیسی: Naples) شهری در ایالت مین کشور ایالات متحده آمریکا است که جمعیت آن در سرشماری سال ۲۰۱۰ میلادی، ۴۲۸ نفر بوده‌است.

## نگارخانه

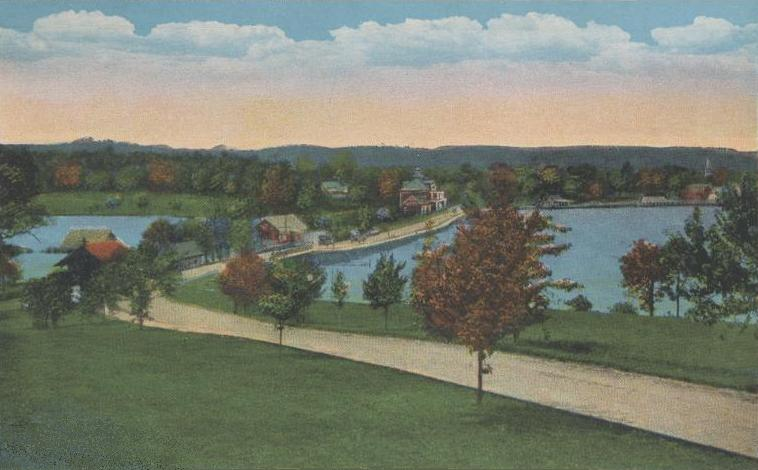
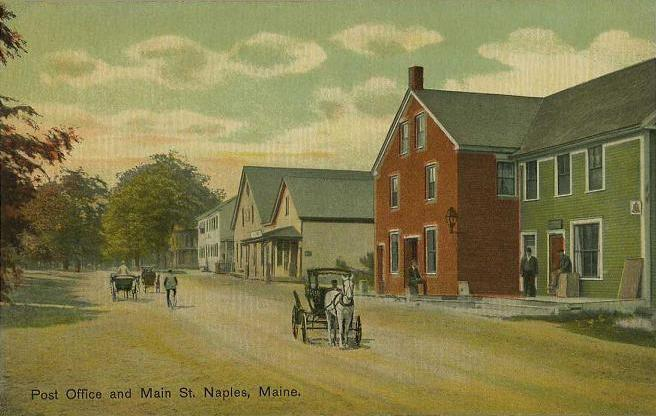
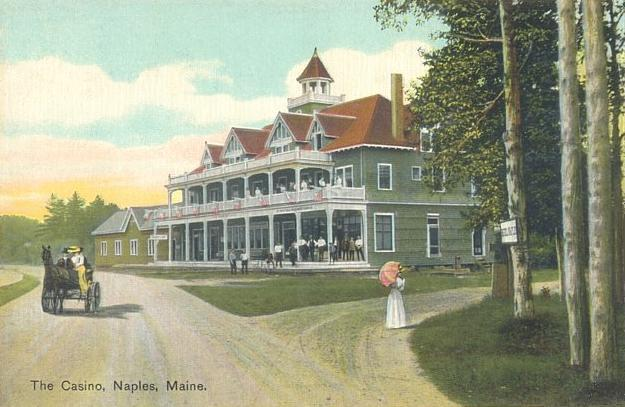
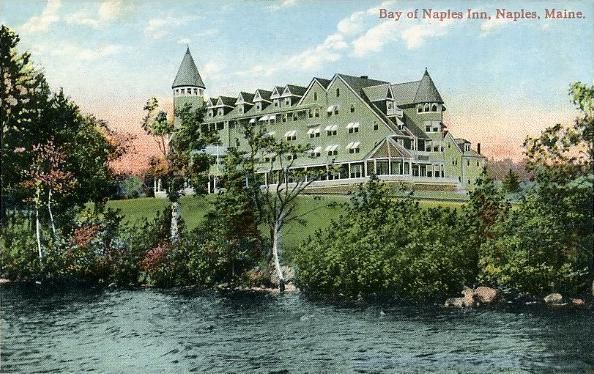